# Réacteur ABWR

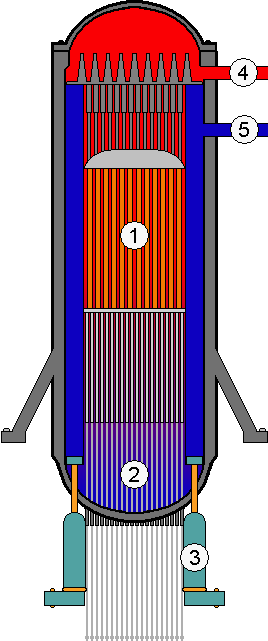
Cuve du réacteur ABWR.
1 : Cœur du réacteur
2 : Barres de contrôle
3 : Pompe à eau interne
4 : Sortie de vapeur vers la turbine
5 : Entrée d'eau pour refroidir le cœur

Le réacteur nucléaire ABWR à eau bouillante (de l'anglais Advanced Boiling Water Reactor) est un réacteur de troisième génération conçu sur le principe du réacteur à eau bouillante. Le développement de l'ABWR a démarré en 1978. L'ABWR a été conçu par General Electric, Hitachi et Toshiba. Une tranche ABWR standard possède une puissance électrique de 1350 ou 1700 Mégawatts.

## Réacteurs en fonction
Les deux premiers réacteurs ABWR ont été mis en service dans la centrale nucléaire de Kashiwazaki-Kariwa (tranches no 6 en 1996 et no 7 en 1997) au Japon.
Deux autres réacteurs ABWR se trouvent au Japon : tranche no 5 mise en service en 2004 de la centrale nucléaire de Hamaoka ,  et tranche no 2 mise en service en 2006, de la centrale nucléaire de Shika (tous deux provisoirement arrêtés en 2011).
En 2018, au Japon, 2 réacteurs ABWR sont en construction : un à la centrale nucléaire de Shimane depuis 2007 et un autre à la centrale nucléaire d'Ōma depuis 2010.